# Athletic Club Sparta Praha fotbal 1997-1998
Questa voce raccoglie le informazioni riguardanti l'Athletic Club Sparta Praha fotbal nelle competizioni ufficiali della stagione 1997-1998.

## Stagione
Lo Sparta Praga vince agevolmente il quarto titolo nazionale, il primo da quando il campionato ha cambiato nome in Gambrinus liga per motivi di sponsorizzazione, con le reti del capocannoniere Siegl (13).
In UEFA Champions League i cechi eliminano l'Austria Salisburgo ai preliminari (3-0) arrivando alla fase a gironi: inseriti nel gruppo A assieme a Borussia Dortmund, Parma e Galatasaray i cechi rimediano due pareggi contro il Parma (0-0 a Praga e 2-2 a Parma), due sconfitte contro i tedeschi (4-1 a Dortmund e 0-3 a Praga) una vittoria a Praga contro i turchi (3-0) e una sconfitta a Istanbul per 2-0. Totalizzano 5 punti concludendo il girone dietro Borussia Dortmund e Parma e quindi uscendo dal torneo.

## Calciomercato
Vengono ceduti Ondruška (Admira Wacker), Plachy, Frydek (al Bayer Leverkusen per 800.000 euro), Bílek (Teplice), Ljubarskij (Košice) e Jarošík (Slovan Liberec).
Vengono acquistati Poštulka (Hradec Králové), Žižka, Lukáš, Drobny, Papoušek (Dukla Praga) Hašek (Slovan Liberec) e Baranek (Sigma Olomouc).

## Rosa
| N. |                      | Ruolo | Calciatore        |
| -- | -------------------- | ----- | ----------------- |
| 22 | Rep. Ceca (bandiera) | P     | Michal Čaloun     |
| 1  | Rep. Ceca (bandiera) | P     | Tomáš Poštulka    |
| 2  | Rep. Ceca (bandiera) | D     | Tomáš Řepka       |
| 26 | Rep. Ceca (bandiera) | D     | Michal Žižka      |
| 5  | Rep. Ceca (bandiera) | D     | Michal Horňák     |
| 3  | Rep. Ceca (bandiera) | D     | Tomáš Votava      |
| 11 | Rep. Ceca (bandiera) | D     | Petr Gabriel      |
| 31 | Rep. Ceca (bandiera) | D     | Petr Lukáš        |
| 20 | Rep. Ceca (bandiera) | D     | Václav Drobný     |
| 6  | Rep. Ceca (bandiera) | C     | Zdeněk Svoboda    |
| 7  | Rep. Ceca (bandiera) | C     | Vlastimil Svoboda |

| N. |                      | Ruolo | Calciatore        |
| -- | -------------------- | ----- | ----------------- |
| 8  | Rep. Ceca (bandiera) | C     | Jiří Novotný      |
| 15 | Rep. Ceca (bandiera) | C     | Lumír Mistr       |
| 12 | Rep. Ceca (bandiera) | C     | Petr Papoušek     |
| 16 | Rep. Ceca (bandiera) | C     | Lukáš Zelenka     |
| 4  | Rep. Ceca (bandiera) | C     | Ivan Hašek        |
| 14 | Rep. Ceca (bandiera) | C     | Martin Hašek      |
| 10 | Rep. Ceca (bandiera) | A     | Horst Siegl       |
| 18 | Rep. Ceca (bandiera) | A     | Miroslav Baranek  |
| 9  | Rep. Ceca (bandiera) | A     | Vratislav Lokvenc |
| 19 | Rep. Ceca (bandiera) | A     | Josef Obajdin     |